# 馬文·杜克施
馬文·杜克施（德語：Marvin Ducksch；1994年3月7日—）是一位德國足球運動員。在場上的位置是前鋒。現效力於英冠球隊伯明翰。他也代表德國國家足球隊參賽。

## 球會生涯

### 文達不來梅
2021年8月25日，杜克施轉會至雲達不來梅，簽訂了一份為期三年的合約。

## 榮譽

### 個人
- 德國足球乙級聯賽賽季最佳射手：2017-18賽季[3]

## 外部連結
- Soccerway資料庫：馬文·杜克施